# Тувинская литература
Тувинская литература — совокупность литературных произведений на тувинском языке. Возникла после создания тувинской письменности в 1930 году на основе богатого тувинского фольклора.

## История
Первыми собирателями народного творчества тувинцев были русские учёные: академик В. В. Радлов, Г. Н. Потанин, Н. Ф. Катанов и другие. В 1966 году в Ленинграде вышла в свет книга В. В. Радлова «Образцы народной литературы тюркских племен», в ней содержались тувинские народные сказки и песни.